# Guillermo Fadanelli
Guillermo Fadanelli (Ciudad de México, 14 de noviembre de 1960) es un escritor mexicano Fundador de la revista Moho en 1988 (que él mismo define más como un punto de reunión que como un vehículo de difusión de ideas) y de la Editorial Moho en 1995. Autor emblemático de editorial Almadía Archivado el 3 de agosto de 2020 en Wayback Machine., misma en la que ha publicado: Mariana Constrictor  (2011), En busca de un habitable, Insolencia, literatura y mundo (2012), El idealista y el perro (2013), ¿Te veré en el desayuno? (2013), El hombre nacido en Danzig (2014),  Meditaciones desde el subsuelo (2017), Lodo (Reedición 2018), Educar a los topos (Reedición 2020), Malacara ( Reedición 2020), El hombre mal vestido (2020). Colaborador e impulsor de varios proyectos de literatura y de arte subterráneo. 
Es y has sido autor de varias editoriales como Penguin Random House, Cal y Arena, Editorial Moho, Ediciones B, Editorial Anagrama (España), Christian Bourgois éditeur (Francia), Marco Tropea Editore (Italia), Oficina Do Livro (Portugal), Matthes & Seitz (Alemania), The Armchair Books (Israel), Giramondo Publishing (Australia), entre otras.

## Biografía
La obra de Guillermo Fadanelli es en buena parte autobiográfica y por ella se sabe que pasó su niñez en la colonia Portales de la Ciudad de México y que su padre lo envió a estudiar la secundaria a una escuela militarizada (en su novela Educar a los topos cuenta su experiencia). Ingresó a la Universidad Nacional Autónoma de México para estudiar ingeniería civil aunque finalmente se dedicó a la literatura. En letras fue un autodidacta. Aun siendo estudiante viaja a España y a su regreso, apoyado por un grupo de estudiantes de ingeniería e influido por lo que llegó a conocerse como la movida española, funda la revista Moho, publicación que durante veinte años se caracterizó por su atmósfera de escarnio, rebeldía y provocación (es una revista de literatura urbana). Huberto Batis lo arropa en el suplemento Sábado del periódico Unomásuno desde 1990 y en esas páginas comienza a abrirse paso y a definir un estilo satírico y belicoso. La polémica lo acompaña, las generaciones que le preceden lo aíslan, su crítica es mordaz e incómoda, por lo que sus detractores y lectores aumentan. No pertenece a ningún grupo literario ni a asociación política alguna y sus escritos de vena anarquista y dadaísta lo hacen un ave rara en el medio literario mexicano. Editorial Grijalbo publica su primer libro de relatos titulado El día que la vea la voy a matar. Durante unos años anima un movimiento en México al que denomina Literatura Basura el cual fue acompañado por varios manifiestos de su autoría. Vuelve a Madrid y participa en el irónico y surrealista Movimiento Cerebrista fundado por un grupo de diseñadores y artistas españoles. Escribe el manifiesto del movimiento al lado de la periodista y crítica musical Patricia Godes (Blog de Patricia Godes). Forma parte del consejo Editorial de las revistas alternativas La Pusmoderna, A Sangre Fría y Generación. A partir de entonces ha escrito una obra heterogénea que comprende aforismos, cuento, novela y ensayo. Su relación con los artistas visuales y músicos de la escena alternativa de México se vuelve más sólida y participa con ellos en una buena cantidad de proyectos. Durante el año 2007 radica en Berlín. A lo largo de la última década parte de su obra ha sido traducida al francés, italiano, portugués y alemán. En la actualidad es columnista de El Universal y colaborador de varias publicaciones como Nexos, Letras Libres, Generación, Día Siete, Quo, Animal, Pícnic, Vice. En la actualidad continúa al frente de la Editorial Moho que impulsa al lado de Yolanda Martínez, coreógrafa y diseñadora. Sigue siendo uno de los autores más importantes del catálogo de Editorial Almadía Archivado el 3 de agosto de 2020 en Wayback Machine.

## Semblanza de su obra

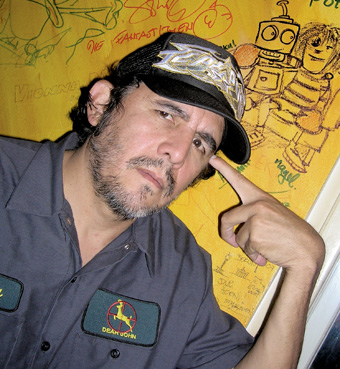
Guillermo Fadanelli.

En casi toda su obra de ficción hallamos ángulos recurrentes como la ciudad, el pesimismo, la ironía y el escepticismo. La otra cara de Rock Hudson (galardonada en 1998 con el Premio Impac-Conarte-ITESM) es la historia de un niño que admira a un delincuente de su barrio en la colonia Obrera y termina tomando su papel y su imagen en una parábola del eterno retorno a la que parecen estar condenados los habitantes de los barrios urbanos de la Ciudad de México. Lodo es la historia de un profesor de filosofía (Benito Torrentera), cincuentón, que se enamora de una joven iletrada y a la que protege después de que ella comete un asalto y un presunto asesinato (Flor Eduarda). Es aquí cuando el profesor se percata de que sus ideales como intelectual han sido rebasados por la pasión que despierta en su ánimo la joven. Esta novela obtuvo el Premio Bellas Artes de Narrativa Colima para Obra Publicada a la mejor novela publicada en México y también resultó finalista del Premio Rómulo Gallegos. Malacara (Almadía, 2020) es una especie de monólogo interior (aunque abundan los diálogos) en el que un hombre torvo y arbitrario desea cumplir dos pasiones antes de morirse: una es vengarse de su ciudad, el Distrito Federal, asesinando a una persona cualquiera y la otra vivir con las dos mujeres que ama, una joven drogadicta y una mujer madura y culta (En Santiago de Chile se representó esta novela en teatro bajo la dirección de Álvaro Viguera). En Educar a los topos (Almadía 2020), se narra parte de la niñez de Fadanelli y de su internado en una escuela militarizada. Es una novela de aprendizaje y es narrada desde la voz del niño que comienza a percibir su entorno como una jaula de sufrimiento y absurdo (aunque siempre bajo la óptica de un sombrío sentido del humor). En ¿Te veré en el desayuno? (hay una versión en cine de esta novela que fue dirigida por el mexicano Rodrigo Pizá) un burócrata se enamora de una prostituta y un veterinario lo hace de una joven que ha sido violada, los cuatro personajes buscan una manera de habitar la normalidad. Una novela outsider y publicada en un principio por la editorial Moho es la titulada Para ella todo suena a Franck Pourcel (llevada al cine en Argentina por el cineasta Juan Pablo Martínez). En esta obra una bella joven, Carla Bellini, vive con su madre una rivalidad que la orilla a una vida de hedonismo y vacío sin vuelta atrás. Carla sobrevive en compañía de otras mujeres de su generación. Fadanelli es creador de un buen número de relatos breves y varios de ellos han sido llevados al cine. El cortometraje dirigido por Constanza Novick a partir del relato Interroguen a Samantha y caracterizado por Daniel Giménez Cacho es uno de ellos. Otro es Rogelio contra el muro que dirigió el artista Renato Ornelas.
En sus ensayos hay una crítica a las instituciones, a la moral pública y a las posiciones más cómodas del humanismo. A contracorriente de la especialización y el sistema de expertos, Fadanelli considera que desde la literatura es posible la crítica, a través del comentario, el escarnio y la asimilación subjetiva de ensayos filosóficos. Elogio de la vagancia es un breve ensayo acerca de la relación que existe entre el pensar y el vagar. En busca de un lugar habitable es una crítica a las políticas tanto económicas como sociales de la globalización. Las consecuencias más burdas de la tecnología y la comunicación, el fracaso de la democracia en México, y la violencia urbana, son algunos de sus temas. En ambos libros predomina el comentario literario y la preeminencia de la literatura crítica por encima de la visión del especialista o experto. Se trata de una postura que Fadanelli ha tomado en sus artículos y escritos ensayísticos sobre cualquier tema: intentar unir las partes con el todo a través de una relación estética, subjetiva y literaria.
En la novela Mis mujeres muertas Domingo se ha propuesto realizar la tarea que le encomendaron sus hermanos mayores: colocar una lápida sobre la tumba de Sara Mancini, su madre. El tiempo transcurre y la lápida permanece en la cajuela de su automóvil sin que logre ponerse en camino rumbo al cementerio. La ebriedad es un obstáculo difícil de salvar. Cada mañana, él promete a su madre ausente que cumplirá la misión, pero una vez más falta a su juramento. La muerte de su mujer ha terminado por minar su lucidez e instalarlo en un estado de constante delirio. Poco a poco, Domingo se transforma en un hombre melancólico y huraño que cita de memoria pasajes de novelas rusas y se dedica a conversar con sus mujeres muertas. Mientras eso sucede, los ojos de una adolescente no cesan de observar su conducta; es su vecina, la más joven de todas las mujeres con quien ha logrado trabar una amistad. "¿Es acaso posible comunicarse con personas de esa edad?", se pregunta y su desconcierto crece. Mis mujeres muertas fue ganadora del Premio Grijalbo 2012.

## Obra publicada

### Novela
- La otra cara de Rock Hudson (1997).
- Para ella todo suena a Franck Pourcel (1998).
- ¿Te veré en el desayuno? (1999, Almadía 2013).
- Clarisa ya tiene un muerto (2000).
- Lodo (2002, Almadía 2018)
- Educar a los topos (2006).
- Malacara (2007, Almadía 2020),
- Hotel DF (2010).
- Mis mujeres muertas (2012).
- El hombre nacido en Danzig (2014).
- Al final del periférico (2016).
- Fandelli (2019).
- El hombre mal vestido (2020).
- Stevenson, inadaptado (2022).

### Relatos
- Cuentos mejicanos (1991).
- El día que la vea la voy a matar (1992). Reedición en 2010.
- Terlenka (doce relatos para después del apocalipsis) (1995).
- Barracuda (1997).
- Más alemán que Hitler (2001).
- Compraré un rifle (2003).
- Mariana Constrictor (2011).

### Crónicas
- Regimiento Lolita (1998).
- La polémica de los pájaros (2007).
- El billar de los suizos (2017).

### Ensayo
- Plegarias de un inquilino (2006).
- En busca de un lugar habitable (2006).
- Elogio de la vagancia (2008).
- Insolencia. Literatura y mundo (2012).
- El idealista y el perro (2013).
- Meditaciones desde el subsuelo (2017).
- Desconfianza: El naufragio de la democracia en México (2018). (Libro de tres ensayos, uno de Guillermo Fadanelli y otros dos de Leonardo da Jandra y de Luis Muñoz Oliveira.)
- Desorden, Crítica de la dispersión pura (2024).

### Aforismos
- Dios siempre se equivoca (2004).

## Premios y reconocimientos
- Premio IMPAC a la mejor novela nacional publicada en 1979, por la novela La otra cara de Rock Hudson.
- Premio Colima, premio nacional a la menor novela publicada en 2002, por la novela Lodo.
- Premio Grijalbo de novela 2012, con la novela Mis mujeres muertas.
- Premio Mazatlán de Literatura 2019, por el conjunto de su obra[10]